# Лъв Аргир (IX век)
Лъв Аргир (на гръцки: Λέων Ἀργυρός) е византийски аристократ и пълководец от средата на IX век и родоначалник на благородната фамилия на Аргирите.

## Живот
Лъв Аргир е първият засвидетелстван член и родоначалник на фамилията на Аргирите, въпреки че въз основа на ономастиката на фамилията се предполага, че произлиза от определен патрикий Мариан и неговия син Евстатий, активен около 741.
Лъв Аргир произхожда от района на Харсианон и служи като турмарх при император Михаил III (управлявал 842–867). През 843 г. участва в погрома срещу павликяните и се отличава в пограничните войни срещу арабите и техните съюзници от павликяните около Тефрик. Той също така основава манастира на Света Елисавета в родния си Харсианон, където вероятно е погребан.
Традиционно Лъв Аргир е сочен като притежател на един съхранен печат, датиран от IX век, чиято легенда гласи: Лъв, управител на земята Харсианон и вестарх.
Има поне един син, пълководеца Евстатий Аргир.

## Препратки
1. 1 2 3  Cheynet & Vannier 2003, с. 58.
2. ↑  Vannier 1975, 1. – Léon Argyros (fl. ca. 843/844); Cheynet & Vannier 2003, с. 58.
3. ↑  Vannier 1975, 1. – Léon Argyros (fl. ca. 843/844).
4. ↑  Cheynet & Vannier 2003, с. 58 – 59.